# Jin Akanishi
Jin Akanishi (jap. 赤西 仁, Akanishi Jin; * 4. Juli 1984 in der Präfektur Chiba, Japan) ist ein japanischer Sänger/Songwriter und ehemaliges Mitglied der J-Pop-Boyband KAT-TUN. Er stand als Solokünstler und Idol weiterhin bei Johnny & Associates bis 2014 unter Vertrag. 2014 verließ er Johnny & Associates. Neben seiner Karriere im Musikgeschäft ist er auch als Schauspieler aktiv.

## Biografie

### 1998–2006: Frühe Karriere
Akanishi wurde 1984 in Chiba geboren und hat einen jüngeren Bruder, der unter dem Namen Fuuta ebenfalls in der Entertainment-Industrie tätig ist. Die Familie zog nach Tokyo als Jin in der ersten Klasse war. Noch zu Schulzeiten, 1997, sandte ein Klassenkamerad ein Foto von Jin an das Idol-Magazin Myojo, wo es in der Rubrik „Cool Classmates“ abgedruckt wurde. Daraufhin zeigte Akanishi Interesse an der Entertainment-Industrie, so dass seine Mutter 1998 eine Bewerbung an seiner Stelle an Johnny’s Entertainment sandte. Obwohl er im Casting am 8. November desselben Jahres durchfiel, wurde ihm gesagt, er könne bleiben, als er seine Nummernplakette einem älteren Herrn zurückgeben wollte, der sich als Präsident Johnny Kitagawa entpuppte.
Bei Johnny’s Entertainment lernte der Junge tanzen und singen und wurde 2000 ein Johnny’s Jr. Als Junior war er Mitglied der Tanzgruppen Musical Academy Dancing (auch M.A.D.), J2000 und Beautiful American Dreams (B.A.D.). Domōto Kōichi von der ebenfalls von Johnny’s produzierten Gruppe Kinki Kids wählte 2001 neben Jin fünf weitere Jungen unter den Nachwuchstalenten aus, die Background-Tänzer für seine Auftritte in der Musikshow Pop Jam des Senders NHK sein sollten. Die sechs gewannen schnell an Beliebtheit und bildeten kurz darauf die Einheit KAT-TUN. Trotz steigender Beliebtheit und zwei DVD-Veröffentlichungen debütierten die sechs als offizielle Johnny’s Gruppe erst fünf Jahre später, 2006.

### 2006–2009: KAT-TUN
KAT-TUN debütierten mit gleich drei Veröffentlichungen am 22. März 2006: Sie brachten die Single Real Face, das Best of KAT-TUN Album und die KAT-TUN discography-DVD mit dem Making-Off ihres ersten Musikvideos heraus. Der Erfolg war immens – Real Face und Real Face Film wurden die bestverkaufte Single und DVD einer japanischen Gruppe von 2006. Auch die nächste Single Signal setzte sich auf Anhieb an die Spitze der Oricon-Charts und verkaufte sich über 500.000 mal.
Neben Kazuya Kamenashi war Akanishi einer der beiden Hauptsänger der Gruppe. Für KAT-TUN hat er Love or Like, für seine Solo-Auftritte die Songs Care, Hesitate, Murasaki und Pinky komponiert.
Die japanische Öffentlichkeit staunte nicht schlecht, als Akanishi so kurz nach dem Debüt auf einer Pressekonferenz im Oktober 2006 verkündete, dass er für einen Sprachaufenthalt für unbestimmte Zeit in die USA reisen würde, der letztendlich vom 12. Oktober 2006 bis zum 19. April 2007 andauerte. Daher war er an der Single Bokura no Machi de und dem Album Cartoon KAT-TUN II You nicht beteiligt. Er kam zur Tour am 21. April 2007 auf die Bühne zurück. Im Juli 2010 gab Johnny Kitagawa bekannt, dass Akanishi noch im selben Jahr KAT-TUN offiziell verlassen werde, um an seiner Solokarriere weiterzuarbeiten.

### 2009 bis heute: Soloaktivitäten
Noch während Akanishi offiziell Mitglied bei KAT-Tun war, unternahm er mehrere Solo-Projekte. Zum einen spielte er genauso wie andere Mitglieder der Gruppe in Fernseh-Dorama mit. 2009 spielte er im Film Bandage, wofür er auch als Gast auf der Tokyo Girls Collection am 5. September 2009 auftrat und den Themen-Sing des Films sang. Dies war das Debüt des Projektes LANDS mit Takeshi Kobayashi, dem Produzenten von Mr. Children. Den Song und den Text der Single schrieb Kobayashi, während bei dem Auftritt Nobuaki Kaneko von der Band Rize am Schlagzeug saß. Die Singleverpackung beinhaltete ein Ticket für die ein Konzert von LANDS, das am 16. Januar 2010 in der Präfektur Tokio stattfand. LANDS Album Olympos wurde am 30. November veröffentlicht.
Des Weiteren war Akanishi bereits Anfang 2010 solo unterwegs und hatte seine erste Tour mit dem Titel Akanishi Jin Star Live You & Jin vom 7. bis zum 28. Februar 2010, wobei er 32 Konzerte hielt. Im Rahmen der Tour machte er den Sprung über den großen Teich, wo er unter You & Jin drei ausverkaufte Shows in Los Angeles spielte und eine Amerika-Tour ankündigte. Im Juli wurde der Ausstieg aus KAT-TUN bekannt gegeben.
Auf der Amerika-Tour mit dem Titel Yellow Gold Tour 3010 wurden 14 Songs komplett in Englisch gesungen, die von Jin komponiert worden sind. Am 9. Dezember 2010 wurde ein weiterer Schritt verkündet: Jin unterschreibt einen Vertrag mit Warner Music Group und Warner Music Japan. Nach der Tour legte Jin in Japan mit 12 Konzerten nach, u. a. in großen Hallen wie der Ōsaka-jō Hall, der World Memorial Hall, dem prestigeträchtigen Nippon Budokan und der riesigen Saitama Super Arena.
Jins erste Solo-Single Eternal kam am 2. März 2011 in die Läden und wurde von der Warner Music Group Japan veröffentlicht. Seine US-Debüt-Single nennt sich Test Drive und ist eine Kollaboration mit dem Sänger und Songwriter Jason Derulo. Sie wurde von J. R. Rotem produziert. Jins erste Amerika-Tour Yellow Gold Tour 3011 kann seit dem 11. März 2011 auf DVD erworben werden.

## Sonstiges
Jin Akanishi hat einen jüngeren Bruder, Reio Akanishi (* 11. Dezember 1987 in Chiba, Japan), der unter dem Künstlernamen Fuuta (jap. 颯太) ebenfalls in der Unterhaltungsbranche tätig ist. Seit dem 2. Februar 2012 ist Jin Akanishi mit Sängerin, Model und Schauspielerin Meisa Kuroki verheiratet.
Im September 2012 ist die gemeinsame Tochter geboren.

## Diskografie
- Siehe Diskografie von KAT-TUN

### Studioalben
| Jahr | Titel         | Höchstplatzierung, Gesamtwochen, AuszeichnungChartsChartplatzierungen (Jahr, Titel, Platzierungen, Wochen, Auszeichnungen, Anmerkungen) | Anmerkungen                             |
| Jahr | Titel         | JP | Anmerkungen                             |
| ---- | ------------- | --- | --------------------------------------- |
| 2012 | Japonicana    | JP2 Gold · (7 Wo.)JP | Erstveröffentlichung: 7. März 2012      |
| 2013 | #JustJin      | JP3 (7 Wo.)JP | Erstveröffentlichung: 6. November 2013  |
| 2015 | Me            | JP3 (6 Wo.)JP | Erstveröffentlichung: 24. Juni 2015     |
| 2016 | Audio Fashion | JP2 (6 Wo.)JP | Erstveröffentlichung: 22. Juni 2016     |
| 2017 | Blessèd       | JP4 (4 Wo.)JP | Erstveröffentlichung: 12. Dezember 2017 |
| 2018 | A la carte    | JP3 (3 Wo.)JP | Erstveröffentlichung: 1. August 2018    |
| 2019 | Thank You     | JP2 (4 Wo.)JP | Erstveröffentlichung: 15. Mai 2019      |
| 2023 | Yellow Note   | JP1 (3 Wo.)JP | Erstveröffentlichung: 27. Dezember 2023 |

### Kompilationen
| Jahr | Titel    | Höchstplatzierung, Gesamtwochen, AuszeichnungChartsChartplatzierungen (Jahr, Titel, Platzierungen, Wochen, Auszeichnungen, Anmerkungen) | Anmerkungen                          |
| Jahr | Titel    | JP | Anmerkungen                          |
| ---- | -------- | --- | ------------------------------------ |
| 2020 | Our Best | JP1 (10 Wo.)JP | Erstveröffentlichung: 22. April 2020 |

### EPs
| Jahr | Titel      | Höchstplatzierung, Gesamtwochen, AuszeichnungChartsChartplatzierungen (Jahr, Titel, Platzierungen, Wochen, Auszeichnungen, Anmerkungen) | Anmerkungen                             |
| Jahr | Titel      | JP | Anmerkungen                             |
| ---- | ---------- | --- | --------------------------------------- |
| 2011 | Test Drive | JP1 Gold · (7 Wo.)JP | Erstveröffentlichung: 7. Dezember 2011  |
| 2014 | Mi Amor    | JP3 (4 Wo.)JP | Erstveröffentlichung: 12. November 2014 |

### Singles
| Jahr | Titel Album                                                | Höchstplatzierung, Gesamtwochen, AuszeichnungChartsChartplatzierungen (Jahr, Titel, Album, Platzierungen, Wochen, Auszeichnungen, Anmerkungen) | Anmerkungen                             |
| Jahr | Titel Album                                                | JP | Anmerkungen                             |
| ---- | ---------------------------------------------------------- | --- | --------------------------------------- |
| 2011 | Eternal #JustJin                                           | JP1 Platin · (12 Wo.)JP | Erstveröffentlichung: 2. März 2011      |
| 2011 | Seasons #JustJin                                           | JP1 Gold · (8 Wo.)JP | Erstveröffentlichung: 28. Dezember 2011 |
| 2013 | Hey What’s Up? #JustJin                                    | JP2 Gold · (9 Wo.)JP | Erstveröffentlichung: 7. August 2013    |
| 2013 | Ai Naru Hō e (アイナルホウエ) To Where Love Rings #JustJin | JP3 (6 Wo.)JP | Erstveröffentlichung: 2. Dezember 2013  |
| 2014 | Good Time Me                                               | JP2 (6 Wo.)JP | Erstveröffentlichung: 6. August 2014    |

### Videoalben
| Jahr | Titel                                                                   | Höchstplatzierung, Gesamtwochen, AuszeichnungChartsChartplatzierungen (Jahr, Titel, Platzierungen, Wochen, Auszeichnungen, Anmerkungen) | Anmerkungen                              |
| Jahr | Titel                                                                   | JP | Anmerkungen                              |
| ---- | ----------------------------------------------------------------------- | --- | ---------------------------------------- |
| 2011 | Yellow Gold Tour 3011                                                   | JP1 Gold · (12 Wo.)JP | Erstveröffentlichung: 4. Mai 2011        |
| 2013 | Jin Akanishi Japonicana Tour 2012 in USA                                | JP8 (4 Wo.)JP | Erstveröffentlichung: 25. September 2013 |
| 2014 | Jin Akanishi’s Club Circuit Tour                                        | JP4 (5 Wo.)JP | Erstveröffentlichung: 2. April 2014      |
| 2015 | Jin Akanishi “Jindependence” Tour 2014 [DVD]                            | JP2 (4 Wo.)JP | Erstveröffentlichung: 12. August 2015    |
| 2015 | Jin Akanishi “Jindependence” Tour 2014 [DVD]                            | JP6 (4 Wo.)JP | Erstveröffentlichung: 18. November 2015  |
| 2017 | Jin Akanishi Live Tour 2016 ～Audio Fashion Special～ in Makuhari [DVD] | JP2 (3 Wo.)JP | Erstveröffentlichung: 15. März 2017      |
| 2017 | Jin Akanishi Tour 2017 in Yoyogi ～Resume～ [DVD]                       | JP4 (5 Wo.)JP | Erstveröffentlichung: 6. September 2017  |
| 2019 | Jin Akanishi “Jindependence” Tour 2018 [DVD]                            | JP5 (5 Wo.)JP | Erstveröffentlichung: 13. März 2019      |
| 2024 | Jin Akanishi “10th Anniversary Live 2023” ＜特別仕様限定盤＞            | JP2 (7 Wo.)JP | Erstveröffentlichung: 31. Juli 2024      |

## Filmografie (Auswahl)
- 2010: Bandage
- 2013: 47 Ronin

Dorama
- PPOI (1999)
- Kowai Nichiyoubi (1999)
- Best Friend (NTV 1999)
- Haregi, koko ichiban (NHK, 2000)
- Taiyou wa shizumanai (Fuji TV, 2000)
- Omae no Yukitchi ga Naiteiru (2001 TV-Asahi)
- Christmas Nante Daikirai (2004 NTV)
- Gokusen 2 (2005 NTV)
- Anego (2005 NTV)
- Yukan Club (2007 NTV)

## Auszeichnungen
- 11th Nikkan Sports Drama Grand Prix (Okt.–Dez. 2007): Bester Darsteller für Yukan Club